# Боголюбов, Алексей Сергеевич
Алексе́й Серге́евич Боголю́бов (9 марта 1932, Ленинград — 9 октября 1990, Ленинград) — советский арабист, историк, востоковед. С 1958 по 1962 г. работал переводчиком в Йемене, Египте и Ливии.

## Биография
Алексей Сергеевич Боголюбов родился 9 марта 1932 г. в Ленинграде (ныне Санкт-Петербург). В 1951 г. поступил на Восточный факультет ЛГУ. После окончания университета работал научно-техническим сотрудником разных секторов Института востоковедения АН СССР. С 1958 г. работал переводчиком в Йемене. В 1961 г. вернувшись из Йемена был переведён на должность младшего научного сотрудника Ленинградского отделения Института Народов Азии. Через год поехал работать переводчиком в Египте.
С 1965 г. до своей смерти Боголюбов работал в Ленинградском Отделении Института Востоковедения АН СССР. В 1973 г. и 1976 г. он выезжал границу для работы переводчиком на советских промышленных выставках в г. Триполи (Ливия).

## Научная деятельность
Алексей Боголюбов подготовил раздел «Догматизм, суфизм, секты» и указатель названий сочинений этого же раздела для коллективной темы «Описание арабских рукописей рукописного собрания ЛО ИВ АН». Он является автором серии статей по проблемам исламского права (фикх), опубликованных в Энциклопедическом словаре «Ислам» (М., 1991). Боголюбов скончался, не успев полностью подготовить к изданию свой перевод сочинения «Китаб аль-Харадж» Абу Юсуфа аль-Куфи, над которым он работал долгие годы. Через 11 лет после его смерти А. А. Хисматулин издал перевод «Китаб аль-Харадж», подготовленный А. Э. Шмидтом, добавив к его комментариям комментарии Алексея Сергеевича Боголюбова. Один из разделов сочинения «Китаб аль-Харадж» в переводе непосредственно А. С. Боголюбова опубликован в Хрестоматии по исламу (М., 1994).
Алексей Боголюбов занимался также переводами на русский язык сочинений юридического характера таких авторов, однако эти переводы также остались незавершёнными.

## Публикации
- Абу Йусуф Йа‘куб б. Ибрахим ал-Куфи. Китаб ал-Харадж / Пер. с арабского и коммент. А. Э. Шмидта; супракоммент. к пер. А. С. Боголюбова; подготовка к изд., вступит, ст. и указ. А. А. Хисматулина. — СПб.: Петербургское востоковедение, 2001. — С. XXXIII, 415. — («Памятники культуры Востока», XVI).
- Южная Аравия: Памятники древней истории и культуры // Историко-археологические памятники древнего и средневекового Йемена / Ответственный редактор Б.Б. Пиотровский [в подготовке издания участвовали: Г.М. Бауэр, А.С. Боголюбов, А.Г. Лундин, Л.И. Николаева, М.Б. Пиотровский, С.А. Французов]. — СПб.: Центр «Петербургское востоковедение», 1994. — С. 521 с: ил.
- Арабские рукописи Института Востоковедения. Краткий каталог / Под редакцией А.Б. Халидова [Составители: С.М. Бациева, А.С. Боголюбов, К.А. Бойко, О.Г. Большаков, П.А. Грязневич, А.И. Михайлова, Л.И. Николаева, С.Б. Певзнер, М.Б. Пиотровский, А.Б. Халидов, Т.А. Шумовский]. — М.: «Наука» (ГРВЛ), 1986.
- Боголюбов А.С. Пресечение и наказание в мусульманском праве (VIII — IX вв.) // Ислам: Религия, общество, государство. Сборник статей / Отв. редакторы П.А. Грязневич и С.М. Прозоров. — М.: Наука. ГРВЛ, 1984.
- Боголюбов А.С. Рукопись «ар-Рукн ар-раби' фи-л-кийас» в собрании ЛО ИВАН // Письменные памятники Востока // Историко-филологические исследования. Ежегодник. — М.: «Наука», ГРВЛ, 1974. — С. 45—51.
- «Роль принципа ар-ра’й в формировании мусульманского права».
- «Материалы и исследования по истории мусульманского права VII—IX вв»[1].